# Saltvatten

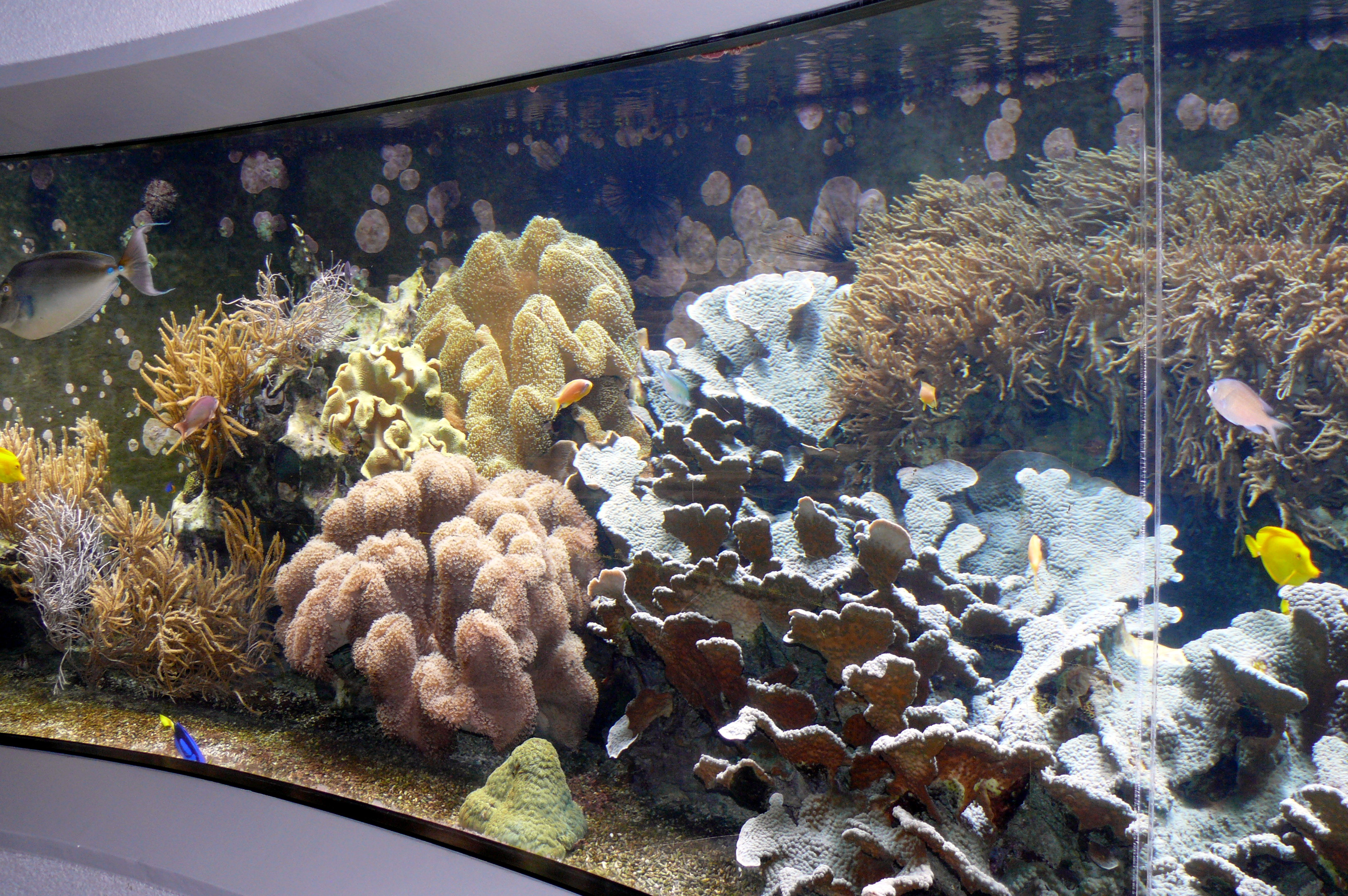
Saltvattenakvarium.

Saltvatten är vatten som innehåller en märkbar koncentration av lösta salter, främst natriumklorid (NaCl) men även en hel rad andra salter. Det mesta havsvattnet är saltvatten, liksom vattnet i vissa insjöar, som kan ha salthalter flera gånger högre än i vanliga hav, exempelvis Döda havet och Aralsjön. Oftast definieras saltvatten som vatten med mellan 3 och 5 procent salinitet. Vatten med högre salthalt kallas för saltlag medan vatten med lägre kallas bräckt vatten, eller sötvatten om det har riktigt låg salthalt (under ca 0,05%).

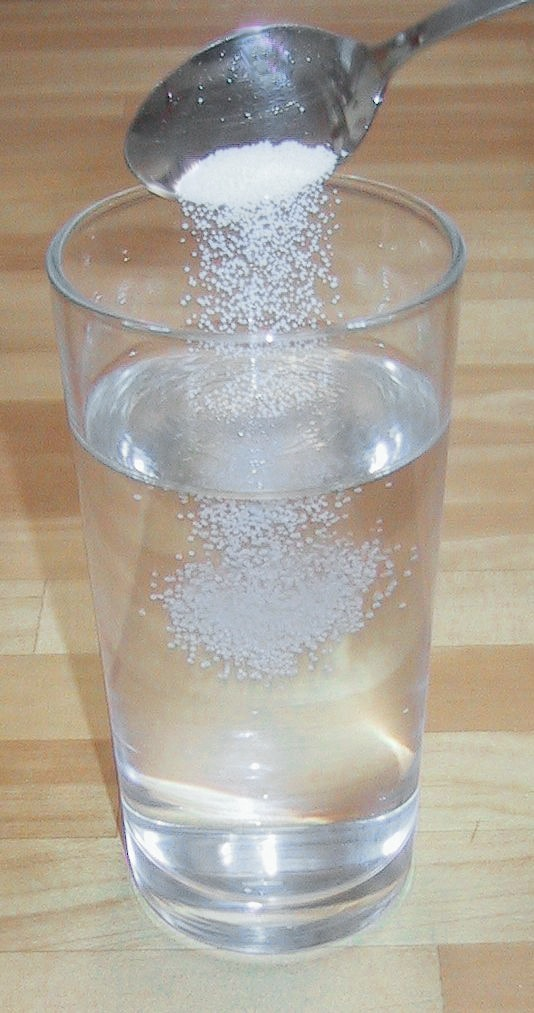
Koksalt (natriumklorid) som löses upp i ett glas med vatten.

För flertalet djur – undantaget exempelvis saltvattenlevande fiskar – är saltvatten inte tjänligt som dricksvatten i större mängder. Det beror på att saltvatten orsakar uttorkning i och med att saltvatten är en hyperton lösning och cellerna därför genom osmos töms på vätska, för att samma jonkoncentration ska uppnås innanför cellernas membran som i deras omgivning. Överlevnadsexperiment har visat att människokroppen kan tillgodogöra sig 1–3 deciliter havsvatten per dygn, beroende på kroppsvikt och om man har annat vatten att dryga ut saltvattnet med. Vid större mängder riskerar man nedsatt njurfunktion vilket försämrar allmäntillståndet mer än enbart vätskebristen skulle göra. Däremot går det bra att koka till exempel fisk, kött eller grönsaker i havsvatten, och sedan äta livsmedlen. Pasta och ris blir däremot för salt, eftersom dessa varor suger åt sig mycket av vattnet och därmed saltet.[källa behövs]